# Olivees Mountain
Olivees Mountain är ett berg i Saint Kitts och Nevis. Det ligger i den centrala delen av landet, 4 km nordväst om huvudstaden Basseterre. Toppen på Olivees Mountain är 886 meter över havet. Olivees Mountain ligger på ön Saint Christopher.